# الساحل الأوسط في كاليفورنيا

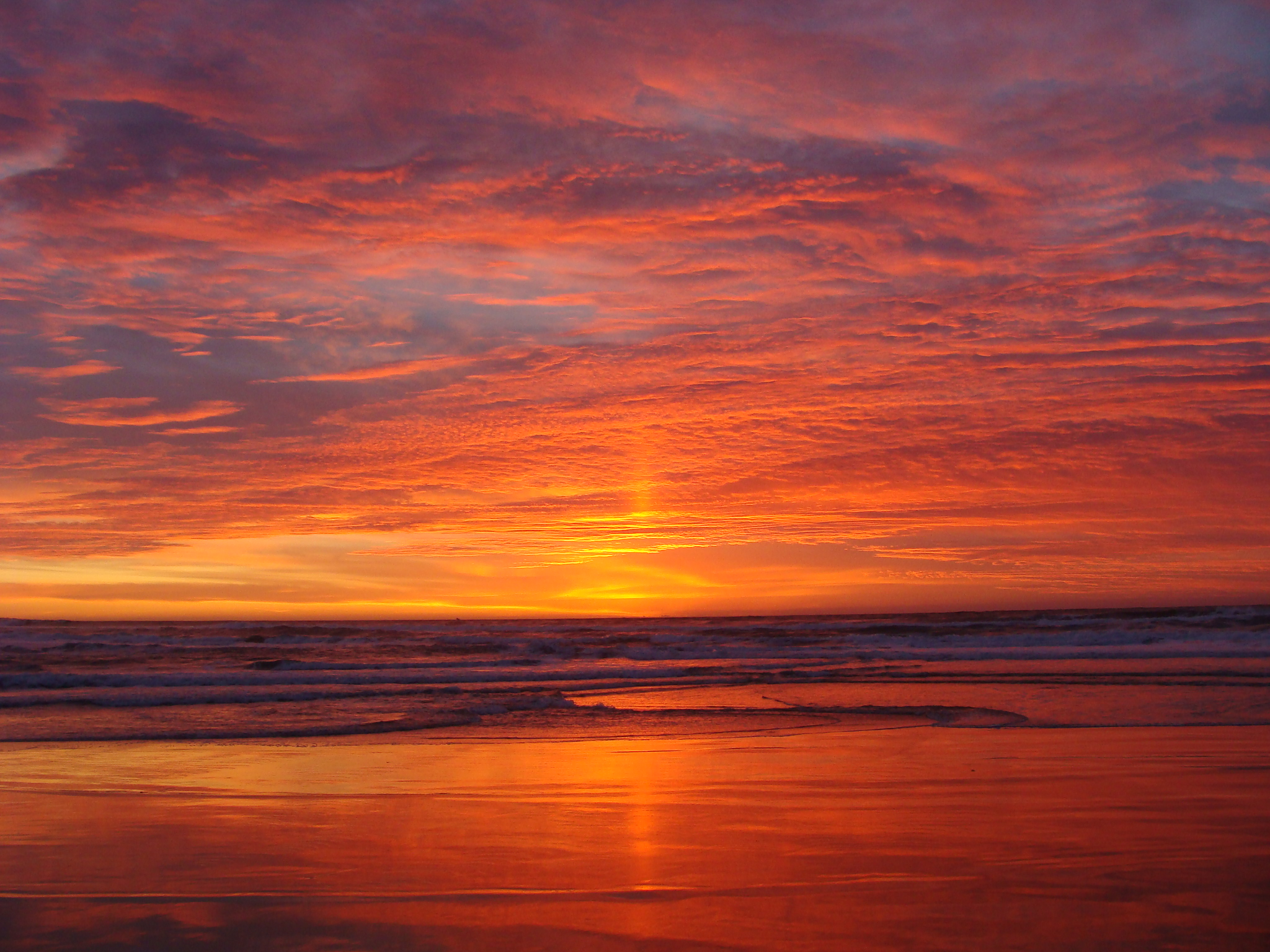
منظر غروب الشمس عند نهر ساليناس في الجزء الشمالي من الساحل الأوسط.

الساحل الأوسط في كاليفورنيا يأخذ مساحة من ولاية كاليفورنيا، الولايات المتحدة، التي تغطي تقريبًا المنطقة الواقعة بين خليج مونتيري. فهو يمتد عبر مقاطعة سانتا كروز، ومقاطعة سان بينيتو، ومقاطعة كاليفورنيا. الساحل الأوسط له مكان أيضًا في منطقة فيتيكولتشورال الأمريكية.